# Егиран
Егиран (фр. Aigurande) насеље је и општина у централној Француској у региону Центар (регион), у департману Ендр која припада префектури la Châtre.
По подацима из 2011. године у општини је живело 1534 становника, а густина насељености је износила 55,24 становника/km². Општина се простире на површини од 27,77 km². Налази се на средњој надморској висини од 435 метара (максималној 442 m, а минималној 284 m).

## Демографија
| 1962. | 1968. | 1975. | 1982. | 1990. | 1999. | 2011. |
| ----- | ----- | ----- | ----- | ----- | ----- | ----- |
| 2.249 | 2.315 | 2.284 | 2.180 | 1.932 | 1.668 | 1.534 |

График промене броја становника у току последњих година